# Bouli Lanners

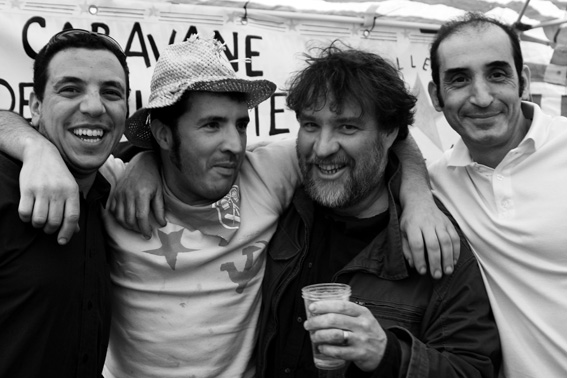
Bouli Lanners con compañeros (segundo a partir de la derecha), Día internacional de los trabajadores, Lieja, 2009

Philippe «Bouli» Lanners (Moresnet, 20 de mayo de 1965) es un actor, director y pintor belga. Ha aparecido en numerosas películas francesas y belgas como actor secundario, y debutó como realizador con el largometraje Ultranova en 2005.

## Trayectoria
Después de pasar brevemente por la Real Academia de Bellas Artes de Lieja, pasa de un trabajo a otro y sigue pintando. Empieza una carrera de actor en Bélgica y en Francia. En 1999, eacribe y realiza Travellinckx, un cortometraje road movie en super 8 blanco y negro que presenta en varios festivales. Dos años más tarde, su cortometraje Muno es seleccionado para la Quincena de Realizadores del Festival de Cannes.
Su primer largometraje, Ultranova, estrenado en 2005, es premiado en el Festival de Berlín. Rueda su segundo largometraje, Eldorado, durante el verano de 2007. La película es seleccionada para la Quincena de los Realizadores de Cannes 2008, donde es premiado con el premio Regards jeunes. Recibirá también el premio del Label Europa Cinemas al mejor filme europeo de la Semana de la Crítica y el premio FIPRESCI. El año siguiente, la película es nominada al premio César al mejor filme extranjero.
Su tercer largometraje, Les Géants, recibió dos premios en la Quincena de los Realizadores de Cannes 2011, el premio de la SACD y el premio Art Cinema Award concedido por la CICAE (Confederación Internacional de los cinemas de Arte y Ensayo).
Les Premiers, les Derniers, su cuarta película, fue galardonada con dos premios en la sección Panorama del Festival de Berlín 2016: el premio del Label Europa Cinemas al mejor filme europeo y el premio Ecuménico.
En paralelo a su carrera de realizador, es profesor en el Instituto Nacional Superior de Artes del espectáculo y técnicas de difusión en Bruselas.

## Filmografía

### Actor
- Cuestión de principios (2024)
- Grave (2017)
- Sans queue ni tête (2010)
- Eldorado (2008)
- Louise-Michel (2007)
- Astérix en los Juegos Olímpicos (2006)
- Ou est la main de l'homme sans tête (2006)
- J'aurais toujours voulu être un gangster (2006)
- Avida (2006)
- Cowboy (2005)
- Bunker paradise (2005)
- Quand la mer monte... (2004)
- Cinéastes à tout prix (2004)
- Aaltra (2004)
- Enfermés dehors (2004)
- Un long dimanche de fiançailles (2004)
- Atomik Circus (2004)
- Madame Édouard (2004)
- Joséphine (2003)
- Des plumes dans la tête (2003)
- Petites misères (2001)
- Lumumba (2000)
- Les Convoyeurs attendent (1999)
- Les carnets de Monsieur Manatane
- La Veuve de l'architecte
- Maigret et l'inspecteur cadavre
- Le Pantalon
- Quelque chose
- Sans queue ni tête (2010)
- Arlette

### Director

#### Cortometrajes
- Les sœurs Vanhoof (1995)
- Non, Wallonie, ta culture n'est pas morte (1996)
- Travellinckx (1999), 17'
- Le festival de Kanne de Belgique (2001)
- Welcome in new Belgique (2001)
- Muno (2001), 21'

#### Largometrajes
- Ultranova (2004), 100'
- Eldorado (2008), 85'
- Les Géants (2011)
- Les Premiers, les Derniers (2015)

## Premios y distinciones
Festival Internacional de Cine de Cannes
| Año  | Categoría                                  | Película   | Resultado |
| ---- | ------------------------------------------ | ---------- | --------- |
| 2008 | Premio de la crítica                       | Eldorado   | Ganador   |
| 2011 | Confederación Internacional d’Art Cinemas  | Les Géants | Ganador   |
| 2011 | Premio SACD de la Quincena de realizadores | Les Géants | Ganador   |

Premios César
| Año  | Categoría                 | Película      | Resultado |
| ---- | ------------------------- | ------------- | --------- |
| 2009 | Mejor película extranjera | Eldorado      | Nominado  |
| 2023 | Mejor actor secundario    | La Nuit du 12 | Ganador   |